# Invasion (film, 2017)
Pour les articles homonymes, voir Invasion.
Pour plus de détails, voir Fiche technique et Distribution.
Invasion (予兆 散歩する侵略者, Yochō: Sanpo suru shinryakusha) est un thriller japonais réalisé par Kiyoshi Kurosawa, sorti en 2017. Il a été à l'origine produit en tant que série mini-télévisée en cinq épisodes pour la chaîne WOWOW puis a été réédité pour une sortie en salles au Japon le 11 novembre 2017.

## Synopsis
Ce film de science-fiction est une dystopie, un voyage dans la vie des habitants d'une ville japonaise où surgissent des événements imprévus et déconcertants qui deviennent de plus en plus ingérables et traumatisants. Etsuko est mariée à Tetsuo qui travaille à l’hôpital. Miyuki est une collègue qui vient se réfugier auprès d'Etsuko en lui demandant de dormir chez elle car elle a vu un fantôme et en a peur, elle ne reconnait plus son père et le fuit. Conduite à l'hôpital, elle est examinée par le Dr Makabe, un nouveau chirurgien, qui dit que Miyaki a perdu le concept de famille et que c'est une forme d'amnésie inconnue. 15 jours plus tôt, Tetsuo le mari d'Etsuko, rencontre le Dr Makabe qui lui serre la main droite en lui disant que désormais il sera son guide en lui indiquant les personnes qu'il doit observer puis leur prendre les concepts.
Le Dr Makabe est en réalité un extraterrestre qui a pris une apparence humaine en habitant un corps humain. Il agit avec d'autres extraterrestres. Une de ces aliens s'approprie en premier le concept de la famille qu'elle a enlevé au père de Miyuki qui de ce fait ne le reconnait plus et le prend pour un fantôme. Tetsuo fait ensuite rencontrer son ancien professeur au Dr Makabe qui prend les concepts du passé puis du futur au vieux professeur qui s'écroule et perdu la mémoire. Le Dr Makabe revoit Etsuko qui reste insensible à sa captation de concepts et devra rester seule vivante, car elle est extraordinaire, lorsque l'invasion des extraterrestres aura lieu. Tetsuo guide ensuite vers d'autres japonais le Dr Makabe qui leur prend les concepts de la haine, de la peur, de la mort, etc.
L'extraterrestre peut agir ensuite à distance et il finit par répandre la mort autour de lui. Tetsuo, son guide, ne peut s'opposer à lui, ni le tuer, ni le fuir, car il souffre alors de plus en plus de son bras malgré l'anesthésiant qu'il a dérobé à l'hôpital. Etsuko qui veut sauver Tetsuo par amour dit au Dr Makabe qu'elle finira peut-être par l'aimer un peu car il ignore le concept d'amour. Elle tue à la fin le Dr Makambe en lui déchargeant un révolver et celui-ci en mourant dit qu'il n'a pas compris assez le concept d'amour qui unit Etsuko et Tetsuo. Le couple survivant reste embrassé sur terre, mais un typhon arrive avec des pluies torrentielles et l'invasion commence.

## Fiche technique
- Titre français : Invasion
- Titre original : 予兆 散歩する侵略者 (Yochō: Sanpo suru shinryakusha?)
- Réalisation : Kiyoshi Kurosawa
- Scénario : Kiyoshi Kurosawa
- Photographie : Akiko Ashizawa
- Montage : Kōichi Takahashi
- Musique : Yūsuke Hayashi (ja)
- Costumes : Haruki Koketsu
- Décors : Norifumi Ataka
- Producteurs : Takehiko Aoki, Yumi Arakawa et Nobuhiro Iizuka
  - Producteurs délégués : Yōsuke Miyake et Eiji Ōmura (ja)
- Société de production : Wowow Films
- Société de distribution : Art House Films
- Pays de production :  Japon
- Langue originale : japonais
- Genre : thriller
- Durée : 140 minutes
- Dates de sortie :
  - Japon : 11 novembre 2017[1]
  - France : 5 septembre 2018

## Distribution
- Kaho : Etsuko Yamagiwa
- Shōta Sometani : Tatsuo Yamagiwa
- Masahiro Higashide : Shiro Makabe
- Eriko Nakamura
- Yukino Kishii
- Ren Ōsugi

## Accueil

### Critique
En France, le site Allociné recense une moyenne des critiques presse de 3,3/5.